# Hernando Camargo Quijano
Hernando José Camargo Quijano (Sogamoso, 5 de agosto de 1920-Bogotá, 14 de febrero de 2006) fue un arquitecto, dibujante, educador y humanista colombiano.
Fue fundador del CIDAR, Centro de Investigación y Documentación de Arquitectura de la Facultad de Artes de la Universidad Nacional de Colombia, director del seminario Le Corbusier y profesor de planta de la Universidad Nacional de Colombia. 
Fue el primer compilador de las obras tempranas del poeta León de Greiff, traducidas a 5 idiomas y publicadas en 1969. Publicó importantes textos sobre la educación en Colombia.

## Biografía
Se graduó en la Universidad Nacional de Colombia y pronto viajó a París donde adelantó estudios superiores en Técnicas y principios de la construcción moderna en el Centre scientifique et technique du bâtiment (CSTB).
Regresó a Colombia a finales de los  años 50, pero continuó viajando con frecuencia a París hasta 1973, año en que murió Picasso.
Trabajó en la firma de arquitectos Cuellar, Serrano, Gómez y colaboró en la revista de arquitectura PROA. Profesor en la Facultad de Arquitectura de la Universidad Nacional de Colombia, Universidad de los Andes y Universidad de América.
Formó parte de la élite de arquitectos colombianos del siglo XX junto con Rogelio Salmona, Hernán Vieco, Arturo Robledo, Dicken Castro, Gabriel Serrano Camargo (tío de Hernando) y otros. Fue director del seminario Le Corbusier y profesor de la Universidad Nacional de Colombia.  
Se vinculó a proyectos editoriales como los 25 años de la firma Cuéllar Serrano Gómez (1958), Levantamiento bibliográfico de la obra de Le Corbusier (1966), traducción del poema del ángulo recto (s. f.), documentación sobre hospitales y centros de salud (con Leopoldo Rother y Gabriel Serrano), índice de la revista PROA (1970), colaborador y traductor para la revista La Gaceta.   
Investigó con Enrique Serrano sobre la unidad sanitaria (muro húmedo), sobre puertos y arquitectura naval, arquitectura de la zona tórrida, sobre proyectos pioneros en energía solar (1966-1967). Participó en el montaje de la Televisión Nacional (Inravisión), propuso proyectos pedagógicos como la Universidad en Barcos y la relación entre matemática y arquitectura con el apoyo de Carlos Federicci.   
Fue íntérprete de tiple del folclore colombiano y realizador de música para cortometrajes de Francisco Norden y Jorge Pinto. Realizó grabaciones de tiple para la RTF de Francia.

## Vida personal
Fue amigo personal de Le Corbusier quien visitó a Colombia en misión de trabajo en 5 oportunidades entre 1947 y 1951.  Fue por intermedio de este influyente arquitecto suizo-francés que conoció a Pablo Picasso y Georges Braque.  Hernando Camargo  se casó y  tuvo dos hijas.
Sus amigos le apodaban "El Coronel" en alusión a su temperamento y liderazgo.  En palabras del arquitecto y escritor Miguel Ulloa, Camargo era un intelectual que parecía tener una fuente inagotable de conocimiento sobre todos los temas.